# Olga Knopf
Olga Knopf (geboren 20. Oktober 1888 in Wien, Österreich-Ungarn; gestorben 25. September 1978 in Stamford) war eine austroamerikanische Gynäkologin, Individualpsychologin und Psychoanalytikerin.

## Leben
Olga Knopf studierte Medizin an der Universität Wien und leistete im Ersten Weltkrieg 1915 und 1916 Hilfsdienst in einer chirurgischen Einrichtung. Sie wurde 1916 zum Doktor der Medizin promoviert und absolvierte anschließend eine Ausbildung zur Fachärztin für Gynäkologie. 1919 eröffnete sie eine Privatpraxis für Frauenheilkunde.
Knopf engagierte sich im Verein für Individualpsychologie und war Mitglied der „Wiener Arbeitsgemeinschaft der Erzieherinnen, Fürsorgerinnen und Kindergärtnerinnen“. 1929 wurde sie ärztliche Beraterin im auf individualpsychologischer Grundlage geführten Mariahilfer Ambulatorium für schwer erziehbare und sprachgestörte Kinder, deren Leiterin Lydia Sicher war. Im selben Jahr reiste sie auf Einladung der Columbia University mit Alfred Adler nach New York, um dort die Einrichtung von Erziehungsberatungsstellen zu beraten. Knopf blieb in den USA.
Knopf etablierte sich als Individualpsychologin und ging eine Ausbildung zur Psychiaterin an. Sie nostrifizierte 1932 ihren österreichischen Studienabschluss und erhielt eine Zulassung als Ärztin.
Von 1932 bis 1934 arbeitete sie als Psychiaterin am Cornell Krankenhaus und am New York Hospital, 1935 bis 1942 war sie Konziliarneurologin am Bellevue Hospital sowie am Cornell Krankenhaus. Sie gab zwischen 1931 und 1949 Psychologieunterricht an der New School for Social Research, Neurologieunterricht an der Cornell University und Psychiatrieunterricht am Mount Sinai Hospital. Sie hatte eine eigene Praxis und verlegte sich später auf die Psychoanalyse.
Knopf publizierte zur Erziehungsberatung, zu psychologischen Ursachen von gynäkologischen Problemen, zur Frigidität und zum Umgang mit der Sexualität im Alter, sowie allgemein zur Stellung der Frau in der Industriegesellschaft.
Knopf war Mitglied in der American Psychoanalytic Association, der American Psychiatric Association und der American Medical Association.

## Schriften (Auswahl)

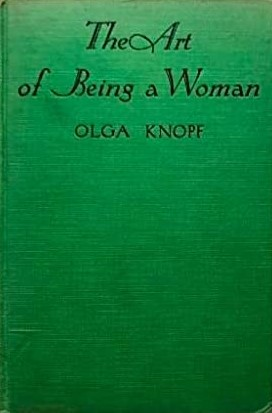
The Art of Being a Woman (1932)

- mit Erwin Wexberg: Arzt und Erziehungsberatung. IZI 7, 1929, S. 170–176.
- Prophylaktische Erziehungsberatung in den Elternvereinen. In: Internationale Zeitschrift für Individualpsychologie (IZI) 7, 1929.
- Individualpsychologie und Gynäkologie. In: IZI 7 (1929).
- Über Frigidität. In: Leonhard Seif, Ladislaus Zilahi (Hrsg.): Selbsterziehung des Charakters. Alfred Adler zum 60. Geburtstage. Leipzig 1930, S. 151–159.
- Die Stellung des Kindes in der Familie. IZI 8, 1930, S. 237–249.
- Das sexuelle Trauma. In: IZI 9 1931 S. 457–461.
- The Art of Being a Woman. Little, Brown and Company, Boston 1932.
- Women on their own. Little, Brown and Company, Boston 1935.
- Preliminary report on personality studies in 30 migraine patients. J Nerv Ment Dis 82, 1935, S. 270–286; S. 400–415.
- mit Edmund Bergler: A test for the differential diagnosis between retirement neurosis and accident neurosis. In: J. Nerv. & Ment. Dis. 1944, S. 366–380.
- Aging. In: Mount Sinai Journal of Medicine 39/4 1972, S. 357–364.
- A new minority? In: Geriatrics 30/5 1975.
- Sexual assault: the victim’s psychology and related problems. In: Mount Sinai Journal of Medicine 45/1. 1978, S. 1–13.
- Successful aging: The facts and fallacies of growing old. Viking, New York 1975.